# Lista de viagens presidenciais de Fernando Henrique Cardoso

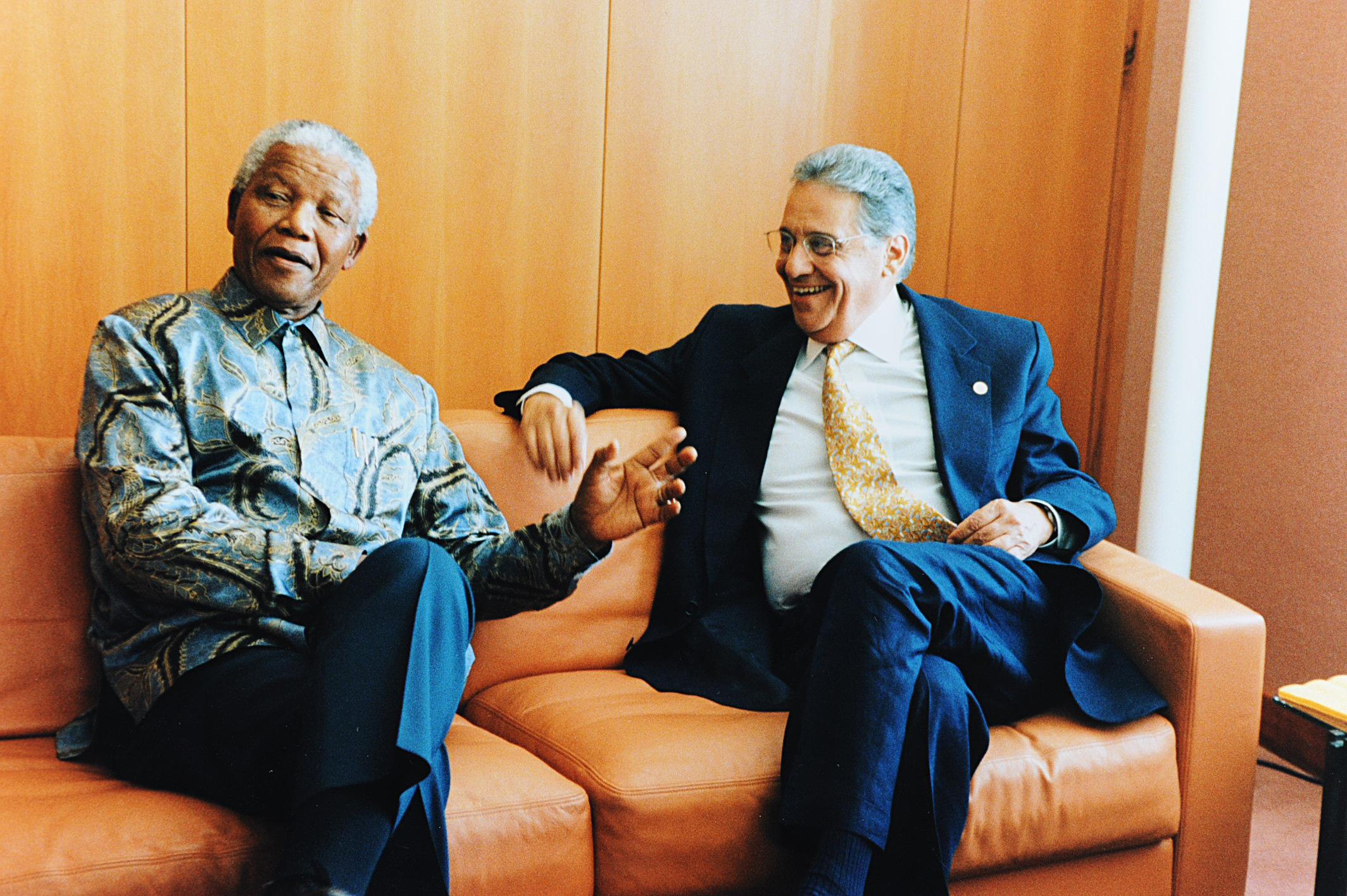
Fernando Henrique e o presidente sul africano Nelson Mandela durante a Conferência ministerial da Organização Mundial do Comércio em 18 de maio de 1998.

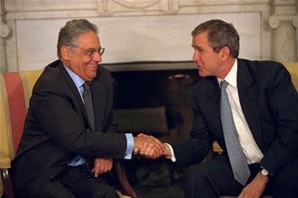
Visita de Fernando Henrique ao presidente George W. Bush na Casa Branca em novembro de 2001.

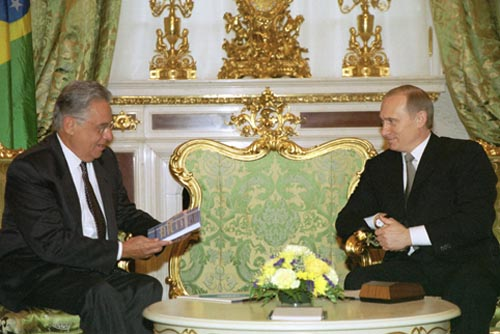
Fernando Henrique e Vladimir Putin, presidente da Rússia, em janeiro de 2002.

Esta é uma lista das viagens presidenciais de Fernando Henrique Cardoso, o 34º Presidente do Brasil. Nesta lista constam as viagens de caráter diplomático realizadas por Fernando Henrique durante seus dois mandatos, de 1995 a 2003.

## Viagens internacionais

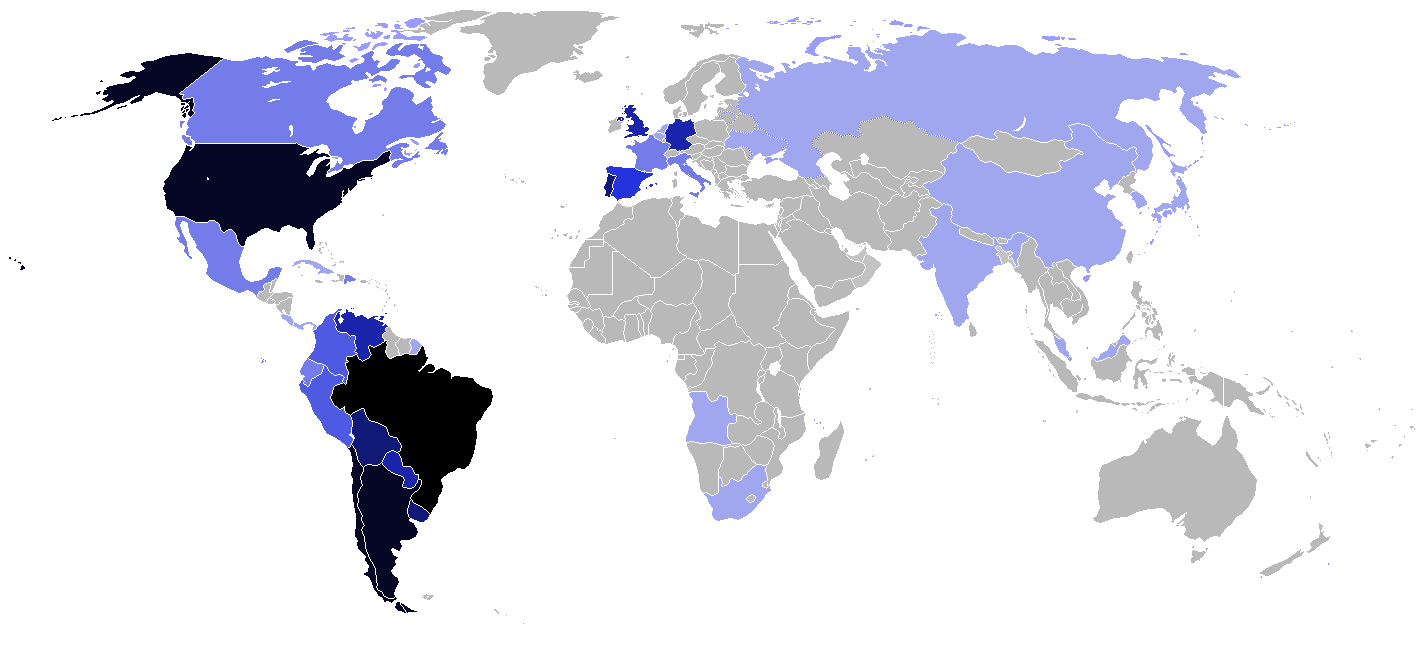
Mapa dos países visitados por Fernando Henrique como presidente:
Brasil
7 ou mais visitas
6 visitas
5 visitas
4 visitas
3 visitas
2 visitas
1 visita

| Número de visitas | País |
| ----------------- | --- |
| 1 visita          | África do Sul, Angola, Bélgica, China, Coreia do Sul, Costa Rica, Cuba, Eslováquia, Guiana Francesa, Índia, Indonésia, Japão, Macau, Malásia, Moçambique, Países Baixos, Panamá, Polônia, Rússia, Suécia, Timor-Leste e Ucrânia |
| 2 visitas         | Canadá, Equador, França, Itália, México, República Dominicana e Vaticano |
| 3 visitas         | Colômbia e Peru |
| 4 visitas         | Espanha |
| 5 visitas         | Alemanha, Paraguai, Reino Unido e Venezuela |
| 6 visitas         | Bolívia, Portugal e Uruguai |
| 7 visitas         | Chile |
| 8 visitas         | Estados Unidos |
| 9 visitas         | Argentina |

## 1995
| País           | Cidade/Região                  | Período                   | Anfitrião                                 | Notas e referências                                                                                                   |
| -------------- | ------------------------------ | ------------------------- | ----------------------------------------- | --- |
| Uruguai        | Montevidéu                     | 1º de março               | Julio María Sanguinetti                   | Primeira viagem como presidente. Posse de Julio María Sanguinetti como Presidente do Uruguai.                         |
| Chile          | Santiago                       | 6 de março                | Eduardo Frei Ruiz-Tagle                   | Condecorado com a Ordem do Mérito do Chile.                                                                           |
| Estados Unidos | Nova Iorque e Washington, D.C. | 17 a 22 de abril          | Bill Clinton                              | Visita de Estado. |
| Reino Unido    | Londres                        | 5 a 8 de maio             | John Major                                | Comemorações dos 50 anos do fim da Segunda Guerra Mundial.                                                            |
| Venezuela      | Caracas                        | 4 a 5 de julho            | Rafael Caldera                            | Comemorações da data nacional venezuelana e reuniões bilaterais.                                                      |
| Argentina      | Buenos Aires                   | 4 a 5 de julho            | Carlos Menem                              | Posse de Carlos Menem como Presidente da Argentina.                                                                   |
| Portugal       | Lisboa                         | 18 a 23 de julho          | Cavaco Silva                              | Visita de Estado. |
| Peru           | Lima                           | 27 a 28 de julho          | Alberto Fujimori                          | Posse de Alberto Fujimori como Presidente do Peru.                                                                    |
| Paraguai       | Assunção                       | 4 a 5 de agosto           | Juan Carlos Wasmosy Monti                 | VIII Reunião Ordinária do Conselho do Mercado Comum.                                                                  |
| Alemanha       | Bonn                           | Entre 13 a 22 de setembro | Roman Herzog                              | Visita de Estado. |
| Bélgica        | Bruxelas                       | Entre 13 a 22 de setembro | Jean-Luc Dehaene                          | Visita de Estado. |
| Argentina      | San Carlos de Bariloche        | 16 a 17 de outubro        | Carlos Menem                              | V cúpula Ibero-Americana de Chefes de Estado e de Governo.                                                            |
| Estados Unidos | Nova Iorque Washington, D.C.   | 22 a 24 de outubro        | Bill Clinton Boris Iéltsin Jacques Chirac | Sessão Especial da Assembleia Geral comemorativa dos 50 anos da Organização das Nações Unidas e encontros bilaterais. |
| Uruguai        | Punta del Este                 | 6 a 7 de dezembro         | Julio María Sanguinetti                   | IX Reunião Ordinária do Conselho do Mercado Comum.                                                                    |
| Alemanha       | Berlim                         | 12 de dezembro            | Roman Herzog                              | Encontro não-oficial. Discussão das relações políticas e comerciais com a China.                                      |
| China          | Pequim Diaoyutai Xian Shanghai | 12 a 16 de dezembro       | Jiang Zemin                               | Visita de Estado. |
| Macau          | Macau                          | 16 de dezembro            | Vasco Rocha Vieira                        | Visita de Estado. |
| Malásia        | Kuala Lumpur                   | 17 a 19 de dezembro       | Mahathir bin Mohamad                      | Visita de Estado e encerramento de seminário empresarial.                                                             |
| Espanha        | Madri                          | 19 a 21 de dezembro       | Felipe González                           | Assinatura de acordo de cooperação econômica do Mercosul com a União Europeia.                                        |

## 1996
| País          | Cidade/Região           | Período              | Anfitrião                               | Notas e referências |
| ------------- | ----------------------- | -------------------- | --------------------------------------- | --- |
| Índia         | Nova Déli               | 22 a 28 de janeiro   | Sankar Dayal Sharma P. V. Narasimha Rao | Visita de Estado. |
| México        | Cidade do México        | 18 a 21 de fevereiro | Ernesto Zedillo                         | Visita de Estado e recebimento do Grande Colar da Ordem Mexicana da Águia Asteca.                                                     |
| Japão         | Tóquio                  | 9 a 17 de março      | Ryūtarō Hashimoto                       | Visita de Estado. Escala de dois dias em São Francisco, Estados Unidos.                                                               |
| Argentina     | Buenos Aires            | 7 a 10 de abril      | Carlos Menem                            | Visita de Estado. |
| Argentina     | Buenos Aires San Luis   | 25 a 26 de junho     | Carlos Menem                            | X Reunião Ordinária do Conselho do Mercado Comum.                                                                                     |
| Portugal      | Lisboa                  | 16 a 18 de julho     | António Guterres                        | Reunião de Chefes de Estado e Governo dos Países de Língua Portuguesa para tratar sobre a Comunidade dos Países de Língua Portuguesa. |
| Chile         | Santiago                | 9 a 11 de novembro   | Eduardo Frei Ruiz-Tagle                 | VI Reunião de Chefes de Estado e de Governo da Conferência Ibero-Americana.                                                           |
| Angola        | Luanda                  | 24 a 25 de novembro  | José Eduardo dos Santos                 | Visita de Estado. |
| África do Sul | Johannesburgo           | 25 a 28 de novembro  | Nelson Mandela                          | Visita de Estado. Fernando Henrique propôs que os países em desenvolvimento formem um bloco próprio.                                  |
| Bolívia       | Santa Cruz de la Sierra | 7 a 8 de dezembro    | Gonzalo Sánchez de Lozada               | Cúpula sobre Desenvolvimento Sustentável.                                                                                             |

## 1997
| País              | Cidade/Região         | Período                       | Anfitrião                       | Notas e referências                                                                                         |
| ----------------- | --------------------- | ----------------------------- | ------------------------------- | --- |
| Reino Unido       | Londres               | 8 a 10 de fevereiro           | John Major                      | Visita de trabalho.                                                                                         |
| Itália · Vaticano | Roma Bolonha Vaticano | 11 a 14 de fevereiro          | Romano Prodi Papa João Paulo II | Visitas de Estado e recebimento do título de doutor honoris causa da Universidade de Bolonha.               |
| Canadá            | Montreal Toronto      | 21 a 24 de abril              | Jean Chrétien                   | Visita de Estado.                                                                                           |
| Uruguai           | Rivera                | 4 a 6 de maio                 | Julio María Sanguinetti         | Visita de Estado.                                                                                           |
| Paraguai          | Assunção              | 19 de junho                   | Juan Carlos Wasmosy Monti       | XII Reunião Ordinária do Conselho do Mercado Comum.                                                         |
| Estados Unidos    | Nova Iorque           | 21 a 24 de junho              | Bill Clinton                    | Sessão Especial da Assembleia Geral da ONU.                                                                 |
| Bolívia           | Não especificado      | 25 de julho                   | Gonzalo Sánchez de Lozada       | Visita de trabalho.                                                                                         |
| Paraguai          | Assunção              | 22 a 23 de agosto             | Juan Carlos Wasmosy Monti       | XI Reunião de Chefes de Estado e de Governo do Grupo do Rio.                                                |
| Chile             | Santiago              | 30 de setembro a 2 de outubro | Eduardo Frei Ruiz-Tagle         | Visita de Estado e participação como observador da reunião da Apec.                                         |
| Colômbia          | Cartagena das Índias  | 6 de novembro                 | Ernesto Samper                  | Encontro com o Presidente da Colômbia.                                                                      |
| Venezuela         | Caracas               | 7 de novembro                 | Rafael Caldera                  | VII Cúpula Ibero-americana de Chefes de Estado e de Governo.                                                |
| Guiana Francesa   | São Jorge do Oiapoque | 25 de novembro                | Jacques Chirac                  | Encontro com o Presidente da França. Primeira visita de um chefe de Estado brasileiro à Guiana Francesa.    |
| Reino Unido       | Londres               | 1º a 5 de dezembro            | Tony Blair                      | Visita de Estado. Assinatura do Plano de Ação Conjunta, destinado a aperfeiçoar o relacionamento bilateral. |
| Uruguai           | Montevidéu            | 14 a 15 de dezembro           | Julio María Sanguinetti         | XIII Reunião Ordinária do Conselho do Mercado Comum.                                                        |

## 1998
| País           | Cidade/Região           | Período            | Anfitrião                                 | Notas e referências |
| -------------- | ----------------------- | ------------------ | ----------------------------------------- | --- |
| Bolívia        | Santa Cruz de la Sierra | 17 de abril        | Hugo Banzer                               | Encontro com o Presidente da Bolívia. |
| Chile          | Santiago                | 18 a 19 de abril   | Eduardo Frei Ruiz-Tagle                   | II Cúpula das Américas. |
| Espanha        | Madri                   | 20 a 22 de abril   | José María Aznar                          | Visita de Estado. |
| Estados Unidos | Nova Iorque             | 6 a 9 de junho.    | Bill Clinton                              | Visita de trabalho e 20ª Sessão Especial da Assembléia Geral da ONU. |
| Argentina      | Buenos Aires Ushuaia    | 23 a 24 de julho   | Carlos Menem                              | XIV Reunião Ordinária do Conselho do Mercado Comum e Reunião de Cúpula do Mercosul. |
| Paraguai       | Assunção                | 14 a 15 de agosto  | Juan Carlos Wasmosy Monti Raúl Cubas Grau | Visita de Estado e posse de Raúl Cubas Grau como Presidente do Paraguai. |
| Portugal       | Porto                   | 16 a 19 de outubro | António Guterres                          | Primeira viagem internacional como presidente reeleito. Participa da VIII Reunião de Chefes de Estado e de Governo da Conferência Ibero-Americana e lança o livro "O mundo em português - um diálogo". |
| Venezuela      | Caracas                 | 23 de novembro     | Rafael Caldera                            | Viagem de trabalho. |

## 1999
| País                 | Cidade/Região            | Período                   | Anfitrião                            | Notas e referências |
| -------------------- | ------------------------ | ------------------------- | ------------------------------------ | --- |
| Bolívia              | Fronteira Bolívia–Brasil | 9 de fevereiro            | Hugo Banzer Suárez                   | Primeira viagem internacional do segundo mandato. Inauguração do gasoduto Brasil-Bolívia.                                                               |
| Alemanha             | Bonn                     | 14 a 16 de abril          | Gerhard Schroeder                    | Visita de Estado. Almoço oferecido pelo chanceler Gerhard Schroeder, palestra para empresários alemães e reunião com o ex-chanceler alemão Helmut Kohl. |
| Portugal             | Lisboa                   | 16 a 19 de abril          | António Guterres Jorge Sampaio       | Visita de Estado. |
| Reino Unido          | Londres                  | 19 a 21 de abril          | Tony Blair                           | Visita de Estado. |
| Estados Unidos       | Washington, D.C.         | 8 a 11 de maio            | Bill Clinton                         | Visita de trabalho. |
| México               | Cidade do México         | 28 a 29 de maio           | Ernesto Zedillo                      | XIII Reunião dos Chefes de Estado e de Governo do Grupo do Rio.                                                                                         |
| Argentina            | Buenos Aires             | 6 a 7 de maio             | Carlos Menem                         | Viagem de trabalho. |
| Peru                 | Lima                     | 20 a 22 de julho          | Alberto Fujimori                     | Visita de Estado. |
| Equador              | Quito                    | 23 a 24 de julho          | Jamil Mahuad                         | Visita de Estado. |
| Colômbia             | Leticia                  | 8 de outubro              | Andrés Pastrana                      | Encontro com o Presidente da Colômbia. |
| República Dominicana | Santo Domingo            | 13 de novembro            | Leonel Fernández                     | VI Reunião Plenária do Círculo de Montevidéu. |
| Cuba                 | Havana                   | 14 a 16 de novembro       | Fidel Castro                         | Primeiro presidente brasileiro a visitar Cuba. IX Reunião de Chefes de Estado e de Governo da Conferência Ibero-Americana.                              |
| Itália               | Roma Florença            | 17 a 22 de novembro       | Carlo Azeglio Ciampi Massimo D'Alema | Encontros com o Presidente e o primeiro-ministro. |
| Vaticano             | Vaticano                 | Entre 17 a 22 de novembro | Papa João Paulo II                   | Audiência com o Papa João Paulo II. |
| Uruguai              | Montevidéu               | 7 a 8 de dezembro         | Julio María Sanguinetti              | Reunião de cúpula de Chefes de Estado do Mercosul, Bolívia e Chile.                                                                                     |
| Argentina            | Buenos Aires             | 8 a 12 de dezembro        | Fernando de la Rúa                   | Posse de Fernando de la Rúa como Presidente da Argentina.                                                                                               |

## 2000
| País          | Cidade/Região        | Período                        | Anfitrião                                | Notas e referências                                                                                 |
| ------------- | -------------------- | ------------------------------ | ---------------------------------------- | --------------------------------------------------------------------------------------------------- |
| Portugal      | Lisboa Santarém      | 7 a 9 de março                 | António Guterres Jorge Sampaio           | Visita de Estado.                                                                                   |
| Chile         | Santiago             | 10 a 12 de março               | Ricardo Lagos                            | Posse de Ricardo Lagos como Presidente do Chile.                                                    |
| Costa Rica    | San José             | 3 a 6 de abril                 | Miguel Ángel Rodríguez Echeverría        | Visita de Estado.                                                                                   |
| Venezuela     | Caracas              | 6 a 7 de abril                 | Hugo Chávez                              | Visita de Estado.                                                                                   |
| Alemanha      | Berlim               | 30 de maio a 3 de junho        | Gerhard Schröder                         | Visita de Estado.                                                                                   |
| França        | Paris                | 3 a 6 de junho                 | Lionel Jospin                            | Visita de Estado.                                                                                   |
| Colômbia      | Cartagena das Índias | 15 a 17 de junho               | Andrés Pastrana                          | XIV Reunião de Chefes de Estado e de Governo do Grupo do Rio.                                       |
| Argentina     | Buenos Aires         | 28 a 30 de junho               | Fernando de la Rúa                       | XVIII Reunião Ordinária do Conselho do Mercado Comum e da Reunião dos Chefes de Estado do Mercosul. |
| Moçambique    | Maputo               | 16 a 18 de julho               | Joaquim Chissano                         | III Conferência de Chefes de Estado e de Governo da Comunidade dos Países de Língua Portuguesa.     |
| Alemanha      | Berlim               | 3 a 7 de outubro               | Gerhard Schröder                         | Visita de Estado.                                                                                   |
| Países Baixos | Amsterdã             | 8 a 11 de outubro              | Beatriz dos Países Baixos Príncipe Claus | Visita de Estado.                                                                                   |
| Espanha       | Madri                | 24 a 28 de outubro             | Gerhard Schröder                         | Visita de Estado.                                                                                   |
| Panamá        | Cidade do Panamá     | 17 a 18 de novembro            | Mireya Moscoso                           | X Cúpula de Chefes de Estado e de Governo da Conferência Ibero-americana.                           |
| México        | Cidade do México     | 29 de novembro a 2 de dezembro | Vicente Fox                              | Posse de Vicente Fox como Presidente do México.                                                     |
| Bolívia       | Sucre                | 8 de dezembro                  | Hugo Banzer                              | Visita de trabalho.                                                                                 |

## 2001
| País           | Cidade/Região         | Período                              | Anfitrião                  | Notas e referências |
| -------------- | --------------------- | ------------------------------------ | -------------------------- | --- |
| Coreia do Sul  | Panmunjeom            | 15 a 20 de janeiro                   | Kim Dae-jung               | Visita de Estado. Em visita a fronteira da Coreia do Sul com a Coreia do Norte, anunciou a disposição brasileira de estabelecer relações diplomáticas com a Coreia do Norte, condicionando o início das relações ao compromisso da Coreia do Norte de não desenvolver armas nucleares. |
| Estados Unidos | Washington, D.C.      | 29 a 31 de março                     | George W. Bush             | Visita de Estado. Encontro com o presidente George W. Bush e Terry McAuliffe, presidente do Partido Democrata. Audiência com o presidente do Banco Interamericano de Desenvolvimento Enrique Iglesias.                                                                                 |
| Canadá         | Quebec                | 19 a 22 de abril                     | Jean Chrétien              | II Cúpula das Américas. |
| Paraguai       | Assunção              | 21 a 22 de junho                     | Luis Ángel González Macchi | XX Reunião Ordinária do Conselho do Mercado Comum e da Reunião dos Chefes de Estado do Mercosul. |
| Bolívia        | Sucre                 | 26 a 28 de junho                     | Hugo Banzer                | Visita de Estado. |
| Peru           | Lima                  | 27 a 29 de julho                     | Alejandro Toledo           | Posse de Alejandro Toledo como Presidente do Peru. |
| Venezuela      | Santa Elena de Uairén | 13 de agosto                         | Hugo Chávez                | Inauguração da interconexão elétrica entre Brasil e Venezuela. |
| Chile          | Santiago              | 16 a 19 de agosto                    | Ricardo Lagos              | XV Reunião de Chefes de Estados e de Governo do Grupo do Rio. |
| Equador        | Quito                 | 30 de setembro a 2 de outubro        | Gustavo Noboa              | Visita de Estado. |
| Espanha        | Madri                 | Entre 25 de outubro a 1° de novembro | José María Aznar           | Visita de Estado. |
| França         | Paris                 | Entre 25 de outubro a 1° de novembro | Jacques Chirac             | Visita de Estado. |
| Estados Unidos | Nova Iorque           | 7 a 11 de novembro                   | George W. Bush             | Visita de trabalho. Participação da abertura do Debate-Geral da 56ª Sessão da Assembleia-Geral das Nações Unidas e encontro com o presidente George W. Bush. |
| Peru           | Lima                  | 23 a 24 de novembro                  | Alejandro Toledo           | Visita de Estado. |
| Uruguai        | Montevidéu            | 20 a 21 de dezembro                  | Jorge Batlle               | XXI Reunião Ordinária do Conselho do Mercado Comum e Cúpula de Chefes de Estado do Mercosul. |

## 2002
| País                 | Cidade/Região     | Período              | Anfitrião                 | Notas e referências |
| -------------------- | ----------------- | -------------------- | ------------------------- | --- |
| Rússia               | Moscou            | 12 a 16 de janeiro   | Vladimir Putin            | Visita de Estado. |
| Ucrânia              | Kiev              | 16 a 17 de janeiro   | Leonid Kutchma            | Visita de Estado. |
| Argentina            | Buenos Aires      | 17 a 18 de fevereiro | Eduardo Alberto Duhalde   | Cúpula de Presidentes do Mercosul, Bolívia e Chile. |
| Suécia               | Estocolmo         | 22 a 23 de fevereiro | Göran Persson             | Participação na Cúpula Progressista de Estocolmo. |
| Polónia              | Varsóvia Cracóvia | 25 a 26 de fevereiro | Aleksander Kwasniewski    | Visita de Estado. |
| Eslováquia           | Bratislava        | 26 de fevereiro      | Rudolf Schuster           | Visita de Estado. Recebimento de doutorado honoris causa pela Universidade Konstantin Filozof.                                                                                              |
| Chile                | Santiago          | 17 a 20 de março     | Ricardo Lagos             | Visita de Estado. |
| Portugal             | Lisboa            | 9 a 13 de novembro   | José Manuel Durão Barroso | VI Cimeira Luso-Brasileira. |
| Reino Unido          | Londres           | 13 a 14 de novembro  | Tony Blair                | Visita de trabalho a Universidade de Oxford. |
| República Dominicana | Santo Domingo     | 14 a 16 de novembro  | Hipólito Mejía            | XII Cúpula Ibero-Americana de chefes de Estados e de Governo. |
| Estados Unidos       | Nova Iorque       | 7 a 12 de dezembro   | George W. Bush            | Visita de trabalho para receber o Prêmio Mahbub U1 Haq 2002, por Contribuição Destacada ao Desenvolvimento Humano, conferido pelo Programa das Nações Unidas para o Desenvolvimento Humano. |